# HD 147018 b
HD 147018 b — це газова гігантська позасонячна планета, яка обертається навколо зірки головної послідовності G-типу HD 147018, розташованої приблизно за 140 світлових років від нас у сузір’ї Південного Трикутника . Ця планета має мінімальну масу більш ніж удвічі більшу за Юпітер, але ця планета обертається набагато ближче до зірки, ніж Юпітер до Сонця, у 22 рази. При цьому вона рухається по ексцентричній орбіті, дозволяючи їй наближатися до зірки на відстань від 0,13 до 0,35 астрономічних одиниць. Також, на той самий день, 11 серпня 2009 року, була відкрита ще одна планета суперджовіа HD 147018 c.